# Colby Stevenson
Colby Stevenson (* 3. Oktober 1997 in Portsmouth, New Hampshire) ist ein US-amerikanischer Freestyle-Skier. Er startet in den Freestyledisziplinen.

## Werdegang
Stevenson nimmt seit 2011 an Wettbewerben der FIS und der AFP World Tour teil. Dabei erreichte er im Januar 2012 bei der USSA Revolution Tour in North Star mit dem zweiten Platz in der Halfpipe seine erste Podestplatzierung und holte im folgenden Monat bei der USSA Revolution Tour in Otsego im Slopestyle und in der Halfpipe seine ersten Siege. Sein Weltcupdebüt hatte er im November 2011 in Copper Mountain und belegte dabei den 65. Platz in der Halfpipe. Bei den Juniorenweltmeisterschaften 2012 in Chiesa in Valmalenco errang er den 25. Platz im Slopestyle. In der Saison 2012/13 siegte er in der Halfpipe bei der USSA Revolution Tour in Seven Springs. Zudem errang er im Slopestyle bei der The North Face Park and Pipe Open Series in Northstar den dritten Platz und im Slopestyle bei der USSA Revolution Tour in North Star und in der Halfpipe in Sun Valley jeweils den zweiten Platz. Im April 2014 siegte er bei den nationalen Meisterschaften im Slopestyle und belegte in der Halfpipe den zweiten Platz. Zu Beginn der Saison 2014/15 kam er bei der USSA Revolution Tour in Copper Mountain auf den dritten Platz im Slopestyle und auf den zweiten Rang in der Halfpipe. Beim Saisonhöhepunkt den Freestyle-Skiing-Weltmeisterschaften 2015 am Kreischberg wurde er Achter im Slopestyle. Es folgte bei der USSA Revolution Tour in Mammoth jeweils der zweite Rang in der Halfpipe und im Big-Air-Wettbewerb. Im Januar 2017 holte er im Slopestyle auf der Seiser Alm seinen ersten Weltcupsieg. Im November 2017 kam er beim Weltcup in Stubai auf den dritten Platz im Slopestyle.